# Фокс-Стрэнгуэйс, Уильям, 4-й граф Илчестер
Достопочтенный Уи́льям То́мас Хо́рнер Фокс-Стрэ́нгуэйс (Уильям Странгвейс; англ. William Thomas Horner Fox-Strangways, 1795—1865) — 4-й граф Илчестер (с 1858 года), дипломат и натуралист.

## Биография
Родился 7 мая 1795 года, старший сын Генри Фокс-Стрэнгуэйса, 2-го графа Илчестер (1747—1802) и его второй жены Марии Дигби. Старший брат дипломата и политического деятеля Джона Фокс-Стрэнгуэйса (1803—1859), сводный брат Генри Фокс-Стрэнгуэйса, 3-го графа Илчестер (1787—1858).
Начальное образование получал в Вестминстере, затем поступил в Крайст-Чёрч. В 1816 году получил степень бакалавра, в 1820 году стал магистром.
С 1816 года Уильям был членом британской дипломатической миссии в Санкт-Петербурге.
В 1821—1822 опубликовал несколько статей о геологических особенностях Российской империи в целом, а также о геологии окрестностей Петербурга. Известен как составитель первой геологической (петрографической) кары для европейской карты России (1824).
С 1820 года работал в посольстве в Константинополе, с 1822 года — в Неаполе.
В январе 1824 года стал атташе посольства Великобритании в Гааге, в марте 1825 года — секретарём дипломатической миссии во Флоренции.
С февраля 1828 года — секретарь дипломатической миссии в Неаполе, с 1832 года — в Вене.
В 1821 году избран членом Лондонского королевского общества и Лондонского Линнеевского общества.
С 18 апреля 1835 года по 7 марта 1840 года Уильям Стрэнгуэйс был помощником статс-секретаря по иностранным делам. С августа 1840 по январь 1849 он был представителем Великобритании во Франкфурте-на-Майне, с октября 1847 — также в Гессен-Дармштадте и Нассау.
В 1850 году передал Ашмолеанскому музею коллекцию из 40 картин, привезённую из Италии, в том числе известное полотно «Ночная охота» Паоло Уччелло.
21 июля 1857 года женился на Софии Пенелопе Шеффилд. После смерти сводного брата 3 января 1858 года к Уильяму перешёл титул графа Илчестер.
Завещал Оксфордскому университету тысячу фунтов, чтобы положить начало изучению языка и литературы Польши и других славянских стран.
Скончался 10 января 1865 года в своём доме близ Эвершота. Похоронен в замке Эбботсбери в юго-западном Дорсете.

## Некоторые публикации
- Strangways, W.T.H.F. Geological Sketch of the Environs of Petersburg (неопр.) // Transactions of the Geological Society of London. — 1821. — Т. 5. — С. 392—458.
- Strangways, W.T.H.F. An Outline of the Geology of Russia (неопр.) // Transactions of the Geological Society of London, Ser. 2. — 1822. — Т. 1. — С. 1—40.

## Память
Роды растений, названные в честь У. Фокс-Стрэнгуэйса:
- Stranvaesia Lindl., 1837 — Странвезия.
- Strangweja Bertol., 1837 — Странгвейя, синоним Bellevalia Lapeyr., 1808 — Бельвалия.